# アンジー・サヴェージ

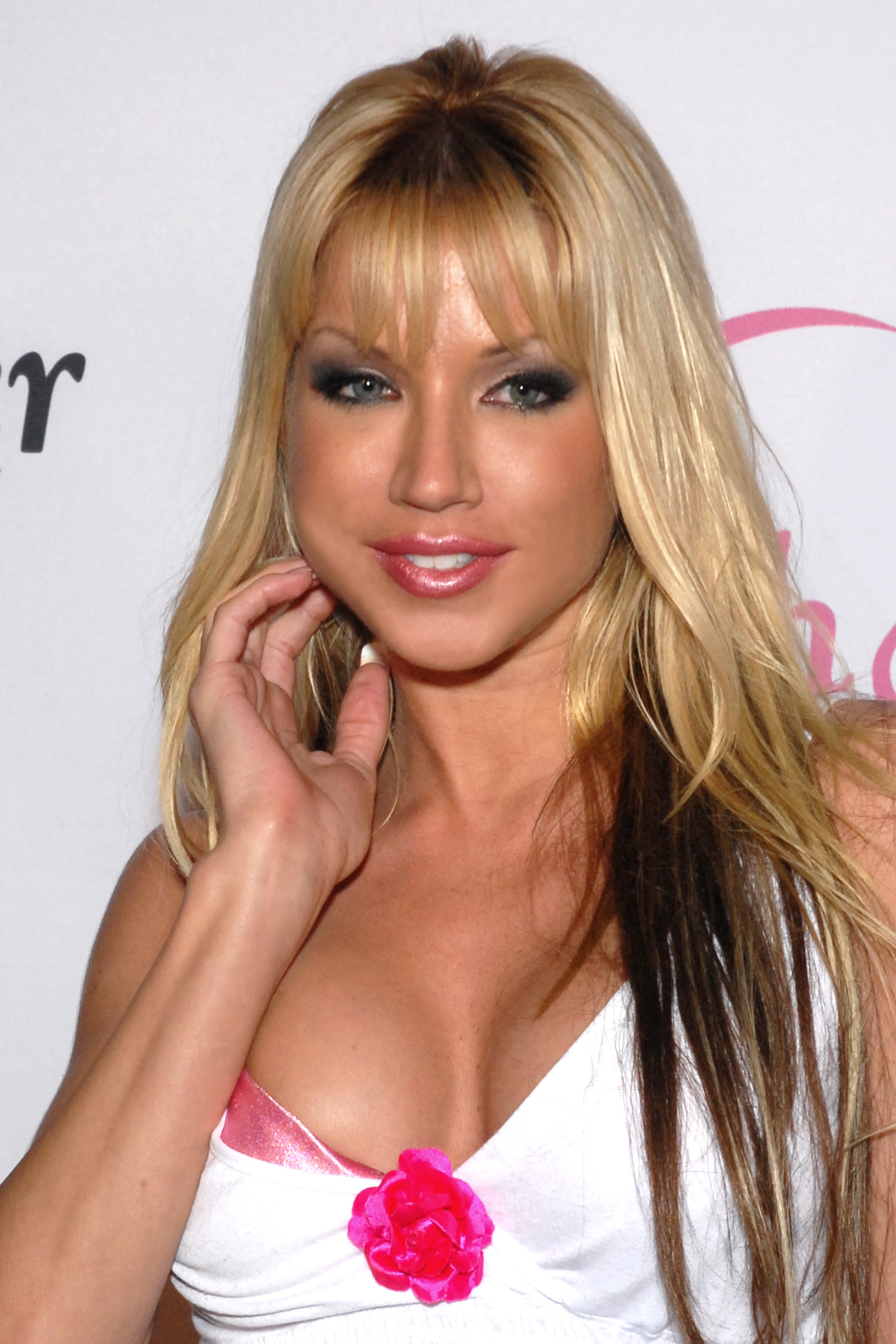
アンジー・サヴェージ

アンジー・サヴェージ（Angie Savage、 1981年11月12日 - ）は、アメリカ合衆国のポルノ女優。カリフォルニア州サンタクルーズ出身。